# Remordiment
El remordiment és el sentiment de culpa que hom experimenta pel dany, patiment o dolor que ha causat, o no evitat, a altres persones o per haver realitzat actes contraris al seu codi moral. Aquest sentiment neix de la consciència, que es forma a través dels judicis dels altres sobre els actes i de la imitació dels preceptes del propi grup cultural. El psicòpata es caracteritza justament per aquesta manca de dolor, per això pot ferir les altres persones sense veure-se’n afectat. El grau de la presència social dels remordiments ajuda a distingir entre cultures de la vergonya i cultures de la culpa.